# Reif-Weide
Die Reif-Weide (Salix daphnoides) ist eine Pflanzenart aus der Gattung der Weiden.

## Beschreibung

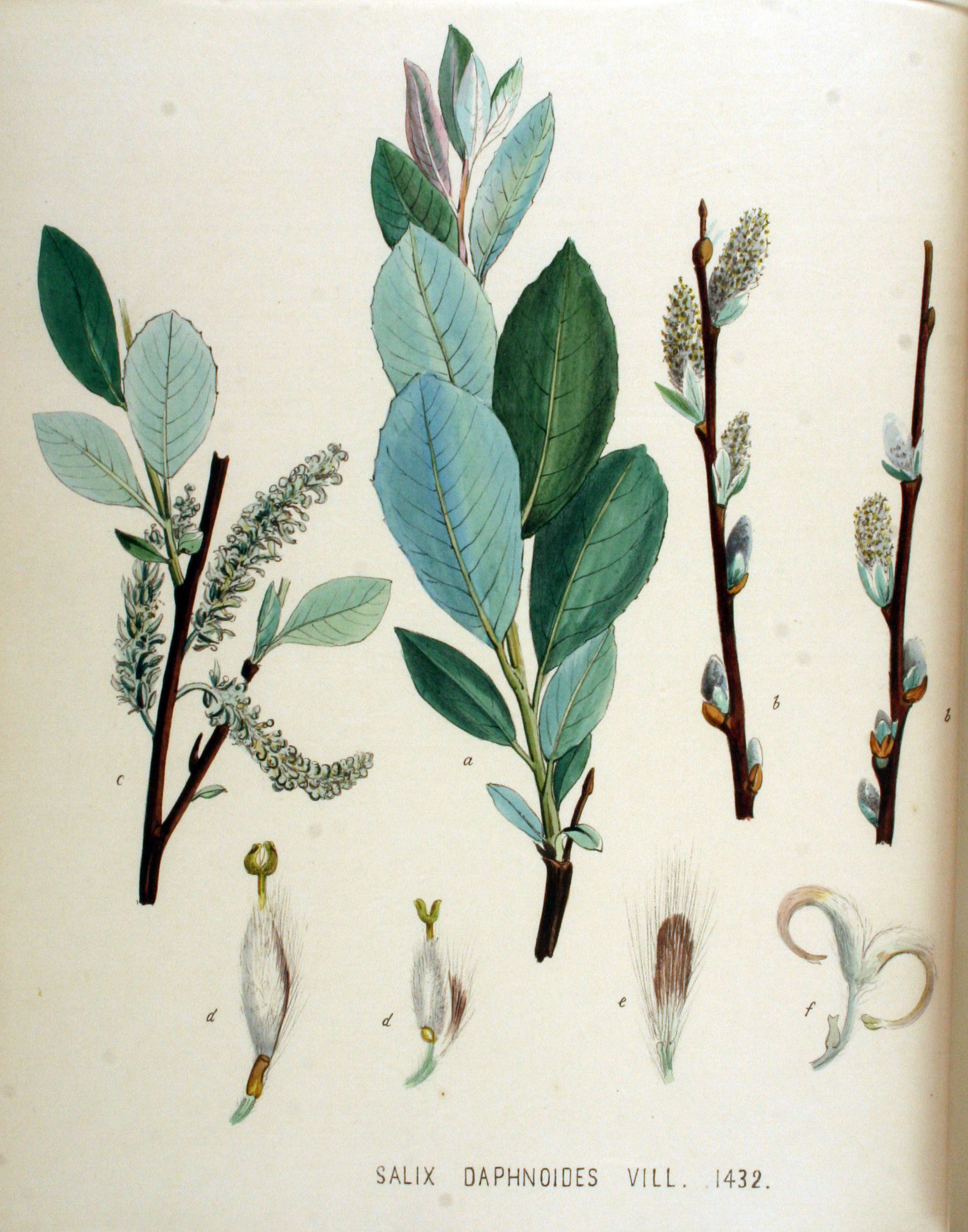
Illustration aus Flora Batava, Volume 18

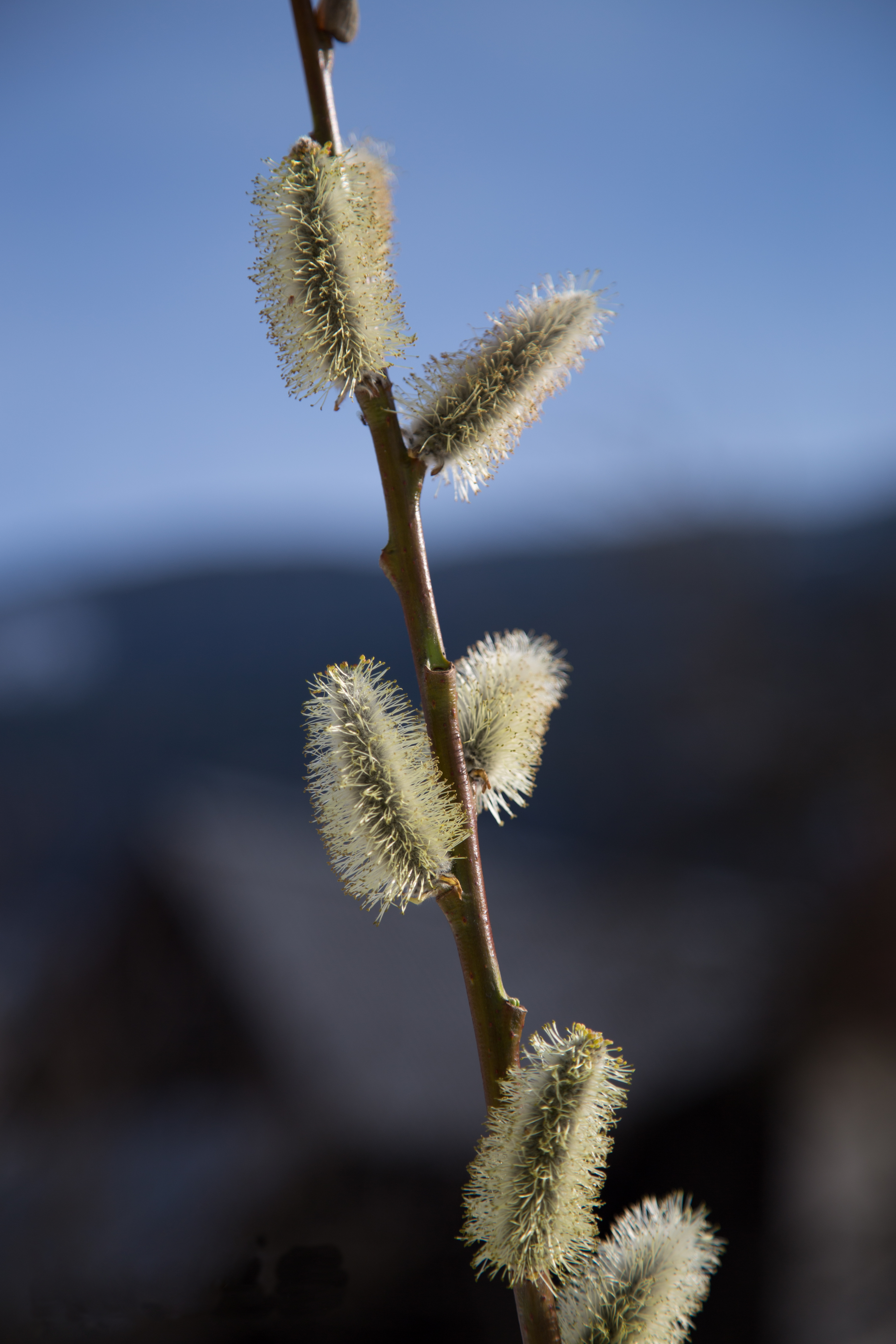
Männliche Blütenkätzchen

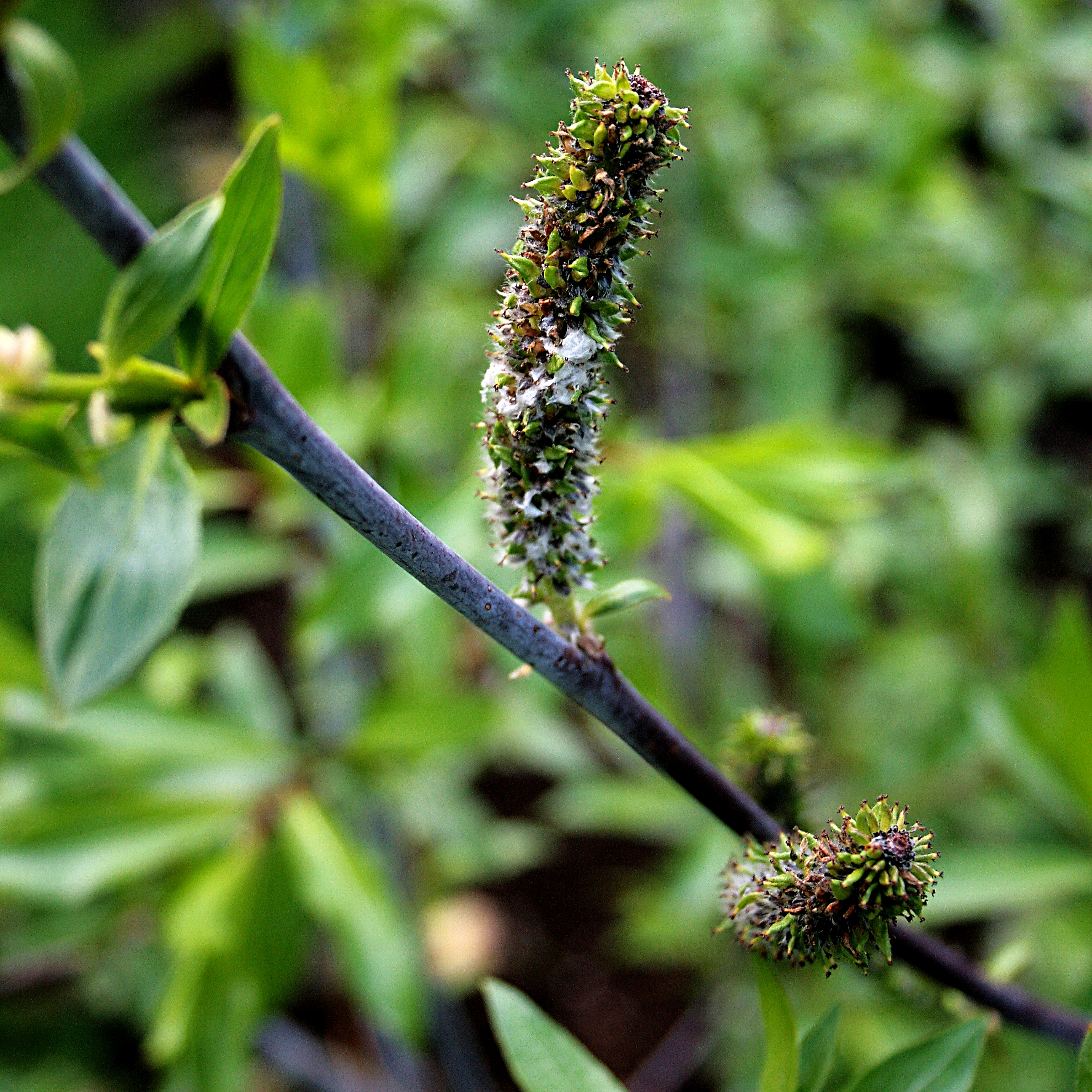
Kätzchen

Die Reif-Weide ist ein Baum, der Wuchshöhen von bis 15 Meter erreicht. Die Borke ist grau und schwach längsrissig. Die Rinde jüngerer Zweige ist meist glänzend rot, während die Rinde der Äste des zweiten Jahres (stellenweise abwischbar) bläulichweiß bereift ist (Name!).
Die wechselständig an den Zweigen angeordneten Laubblätter sind in Blattstiel und Blattspreite gegliedert. Die Blattspreiten sind bei einer Länge von 4 bis 10 Zentimetern lang sowie einer Breite bis zu 2,5 Zentimetern lanzettlich, fein gesägt und spitz. Nur jung sind die Laubblätter etwas behaart, später werden sie kahl. Die Oberseite ist glänzend dunkelgrün, die Unterseite matt grau- bis blaugrün. Die Nebenblätter sind klein und mit dem Blattstiel verwachsen.
Salix daphnoides ist zweihäusig getrenntgeschlechtig (diözisch). Die Blütenstände der Reif-Weide erscheinen im März/April, vor dem Laubaustrieb. Die ungestielten Kätzchen sind bei einer Länge von 2 bis 5 Zentimetern zylindrisch.
Die Früchte reifen im Mai bis Juli.
Die Chromosomenzahl beträgt 2n = 38 oder 57.

## Vorkommen
Die Reif-Weide ist in ganz Europa zu finden. Sie gedeiht in Gebirgen bis in die subalpine Höhenstufe. Salix daphnoides gedeiht am besten auf nassen, nährstoffreichen, tonigen Kies- und Sandböden der Bach- und Flussauen von Gebirgsflüssen und -bächen. In Tieflagen gelangt die Reif-Weide oft nur durch Anpflanzungen. Sie ist eine Charakterart des Salicetum elaeagni aus dem Verband Salicion elaeagni. In den Allgäuer Alpen steigt sie in Bayern im Hölltobel bei Gerstruben bis zu 1050 Metern Meereshöhe auf.

## Verwendung als Heilpflanze
Als pharmazeutische Droge dienen die getrockneten Rinden junger Zweige verschiedener Weidenarten, sofern ihre Rinde den geforderten Gesamtsalicingehalt von mindestens 1,5 % aufweist.
Als Wirkstoffe sind Salicylalkoholderivate, überwiegend Salicin mit den Abkömmlingen Fragulin und Populin, Salicortin, mit Acetylsalicortin und Tremulacin (Gesamtsalicingehalt bis 4 %); Phenolcarbonsäuren, Flavonoide und Gerbstoffe in der pharmazeutischen Droge enthalten.
Weidenrindenzubereitungen haben fiebersenkende, schmerzstillende und vor allem entzündungshemmende Eigenschaften. Man verwendet bei rheumatischen und anderen chronischen Schmerzen am besten Fertigpräparate, die auf einen bestimmten Salicingehalt standardisiert sind. Die traditionelle Nutzung bei fieberhaften grippalen Infektionen oder leichten Kopfschmerzen hat inzwischen weniger Bedeutung.
Da der Hauptwirkstoff der pflanzlichen Droge, das Salicin, erst nach der Magenpassage letztlich in der Leber zu der therapeutisch wirksamen Salicylsäure umgewandelt wird, hat die pflanzlich Droge die Vorzüge einer länger anhaltenden Wirkung und fehlender Nebenwirkungen, z. B. Blutungen im Magen-Darm-Trakt, wie sie nach der Einnahme synthetisch hergestellter Acetylsalicylsäure zu befürchten sind. In ihrer Wirkungsweise ist die Salicylsäure (im Gegensatz zur Acetylsalicylsäure) mit den modernen COX-2-Hemmern vergleichbar. Möglicherweise tragen auch die Flavonoide synergetisch zu der schmerzstillenden Wirkung bei, da diese nicht allein durch den Salicingehalt erklärbar ist. Auch eine knorpelproduktive Wirkung wird diskutiert.
Der Ausschuss für pflanzliche Arzneimittel der europäischen Arzneimittelagentur kam in seiner Beurteilung zu dem Ergebnis, dass der allgemeine medizinischen Gebrauch bestimmter alkoholischer Weidenrindentrockenextrakte in entsprechender Dosierung zur kurzfristigen Behandlung leichter Rückenschmerzen durch klinische Studien gestützt sei. Weidenrinde und ihre Präparate sind nicht zur Behandlung akuter heftiger Schmerzen geeignet.